# 12592 Brianchen
12592 Brianchen este o planetă minoră (asteroid), cu un diametru de 4,602 km, din centura de asteroizi. A fost descoperită pe 9 septembrie 1999 la Magdalena Ridge Observatory⁠(d) de Lincoln Near-Earth Asteroid Research. 
Obiectul prezintă o orbită caracterizată de o semiaxă mare de 2,7578617 UAi, o excentricitate de 0,11, o înclinație de 6,62779 ° în raport cu ecliptica.